# Polydoor Van Raemdonck
Leopold Justinus Polidore (Polidoor) Natalis Ghislain Van Raemdonck (Temse, 2 juni 1837 - aldaar, 16 oktober 1888) was een Belgisch grondbezitter en politicus.

## Levensloop
In 1870 werd Van Raemdonck verkozen tot gemeenteraadslid en schepen van de gemeente Temse. Hij was voorzitter van Godshuis van Temse van 13 januari 1875 tot aan zijn dood. Begin 1888 werd hij aangesteld als burgemeester van de gemeente Temse ter opvolging van de overleden burgemeester August Wauters, een functie die hij uitoefende tot aan zijn dood. Tevens was hij Oost-Vlaams provincieraadslid. In de hoedanigheid van burgemeester werd hij opgevolgd door Dionysius Andries.
Hij was gehuwd, zijn zoon August Van Raemdonck was eveneens politiek actief, hij was gemeenteraadslid te Temse.